# Pandanus panayensis
Pandanus panayensis är en enhjärtbladig växtart som beskrevs av Elmer Drew Merrill. Pandanus panayensis ingår i släktet Pandanus och familjen Pandanaceae. Inga underarter finns listade.